# CARA di Caltanissetta
IL CARA di Caltanissetta o CARA di Pian del Lago o Centro di Accoglienza (CDA) e per Richiedenti Asilo (CARA) di Caltanissetta è un centro polifunzionale per gli immigrati dedicato all'accoglienza e assistenza degli immigrati irregolari, sito in contrada Pian del Lago a Caltanissetta. Esso è l'unico centro in Italia dove sono presenti e coesistenti le tre tipologie di centri di accoglienza che sono:
- Centri di accoglienza (CDA) con 96 posti,
- Centri di accoglienza per richiedenti asilo (CARA) con 360 posti,
- Centri di permanenza per i rimpatri (CPR) con 96 posti.

Tutti e tre i centri a Caltanissetta coesistono nella stessa area e perimetro, per un totale di 552 posti. Il CARA nisseno è uno dei 10 centri istituiti in Italia nel 2002; questi centri sono deputati ad ospitare i richiedenti asilo ammessi, o comunque presenti, sul territorio nazionale in attesa dell’esito della procedura di richiesta della protezione internazionale.

## Struttura
La struttura fu creata nel 1998, utilizzando gli spazi di una ex-polveriera da anni dismessa, per accogliere dei militari dislocati in Sicilia nell’Operazione Vespri siciliani; successivamente viene trasformata con l'approvazione della Legge Turco-Napolitano del 6 marzo 1998, n. 40 in CDA + CARA + CPR.
La struttura presenta ampi reciti disposti in cerchi concentrici (il più interno è riservato al CPR), inoltre vi sono dei locali in muratura per gli uffici e ampi container/alloggi per immigrati; inoltre ancora, è presente una mensa, un campo da calcio e una zona per la preghiera.
L'intera struttura è presidiata dalla forze pubblica e dell'Esercito. 
All’interno del CARA di Caltanissetta, gli immigrati presenti sono di fatto in una situazione di semi-libertà. Essi hanno, infatti, l’obbligo di rientrare la sera per dormire nel Centro, L'inosservanza di questa prescrizione comporterebbe la preclusione al riconoscimento della Protezione Internazionale, con un verdetto proclamato in assenza dell'audizione del soggetto. Durante il giorno gli immigrati presenti possono uscire liberamente secondo il regolamento emesso dalla locale Prefettura.
La presenza del CPR, insieme al CARA, fa sì che tra la popolazione frequentante il centro sia un gruppo di soggetti ad alto rischio sociale, infatti, «Il Cie ha una capienza di 96 posti. Al 30 luglio 2008, i detenuti erano 79. Tra questi sono soprattutto tunisini e marocchini, ma anche albanesi e sudanesi. In media il 70% è costituito da ex detenuti, portati qua a fine pena per l'identificazione e il rimpatrio. Poi ci sono le persone senza documenti e con un precedente ordine di espulsione a cui non hanno ottemperato, arrestate dalla polizia durante controlli dei documenti.; ed infine quelli che sbarcano a Lampedusa, ma che dal controllo delle impronte digitali risultano essere già stati in Italia.»
La struttura è amministrata da una Cooperativa sociale, per il servizio mensa, pulizia ed altro, insieme all'assistenza sanitaria.
Nell'ordine le cooperative succedutesi sono state:
1. Cooperativa Albatros 1973[7]
2. Cooperativa Auxilium[8]
3. Cooperativa Essequadro[9]
4. Cooperativa San Filippo Neri[10]

Vi lavoravano nel 2012 oltre cento operatori sociali, diversi medici, due avvocati, psicologi, e numerosi mediatori culturali. Nel 2015 il Ministero degli Interni ha erogato alle cooperative sociali somme pari a circa 18 milioni di €.
Salgono complessivamente a 150 militari e 80 uomini delle Forze di Polizia le forze impiegate al Centro di Pian del Lago nell'agosto del 2020.

### Criticità
Nel 2008 è stata effettuata un'ispezione da parte di una delegazione del Partito Radicale, l'ispezione ha coinvolto tutti gli ambienti del Centro di Pian del Lago; questa ispezione ha potuto rilevare diversi disservizi e criticità.
Le criticità rilevate nel tempo, sulla struttura e sull'organizzazione della stessa, sono diverse:
- Gli immigrati durante il giono non hanno alcun diversivo, con conseguente uscita massiccia dal centro.
- I mezzi pubblici da e per il centro città sono poco frequenti.
- La strada che porta verso il centro di Pian del Lago è una strada provinciale priva di marciapiede, con possibili rischi per i pedoni e le auto, ciò anche per la mancanza di un'opportuna illuminazione serale.

Inoltre i problemi si amplificano poiché la permanenza nel centro degli immigrati si protrae ben oltre i tempi di legge in attesa che si completi la procedura per l'ottenimento del permesso di soggiorno che è propedeutico all'ottenimento della protezione internazionale, che resta l'obbiettivo ultimo dell'immigrato per poter liberamente circolare in Europa.
Nel tempo si sono avute diversi episodi delinquenziali quali: risse tra i presenti di diversa etnia del centro, oppure la scoperta di droga nascosta nei container da parte di alcuni immigrati. Oltre a ciò anche episodi di danneggiamento con il fuoco per protestare per i tempi lunghi delle procedure burocratiche.
È stato anche arrestato un pirata somalo della nave Savina Caylyn, che da migrante chiedeva lo status di rifugiato al CARA di Pian del Lago nel 2017.
Sempre nel 2017, in una baraccopoli spontanea situata sotto un cavalcavia della SS640, sono stati fatti sgomberare 50 immigrati che sono stati poi ricollocati presso il CARA di Pian del Lago i 20 pakistani e gli altri 30 in varie comunità cittadine.
Nel gennaio 2020 un tunisino muore nel centro per cause naturali, ma ciò provoca una rivolta da parte di altri ospiti del Centro di Pian del Lago.
Nel marzo 2020 si sono avute proteste da parte dei sindacati dei lavoratori della cooperativa di servizi che lavoravano nel centro di Pian del lago avendo questi perso il lavoro a seguito del cambio di appalto con una nuova società cooperativa. Quest'ultima vincendo l'appalto non ha rinnovato il contratto a molti lavoratori della precedente cooperativa.

## Centro quarantena per la COVID-19
Specifiche misure relative all'accoglienza degli immigrati sono state adottate in considerazione delle esigenze correlate allo stato di emergenza da COVID-19.
Infatti, durante l'epidemia di COVID-19, Caltanissetta con il suo CARA è stata individuata come centro per l'accoglienza di 280 immigrati provenienti da rotte di migranti nel Mediterraneo che devono effettuare la quarantena prevista per l'epidemia. Questo malgrado le autorità cittadine si siano apposte a questo provvedimento di accoglienza per la quarantena. Successivamente il 3 agosto 2020 il Sindaco della città ha stigmatizzato l'arrivo di altri 370 immigrati nel centro di Pian del Lago, anche per la carenza di adeguate forze dell'ordine in grado di garantire la sicurezza del centro e dei cittadini rispetto alla necessità di una quarantena.
In data 4 agosto 2020 un migrante, risultato positivo al Coronavirus, è stato immediatamente ricoverato presso la Unità Operativa di Malattie Infettive di Caltanissetta. Alla stessa data sono tre i migranti, ricoverati in isolamento al S. Elia, positivi alla COVID-19: un tunisino e due pakistani. La sera del 5 agosto 2020 il numero di pazienti positivi alla COVID-19 nel Centro di accoglienza di Pian del Lago sale a 7 individui, di questi 6 sono asintomatici e sono isolati nel centro, mentre un tunisino è ricoverato, come detto prima, all'Ospedale S. Elia di Caltanissetta. Si dispone per questo motivo l'effettuazione di un tampone a tutti gli operatori entrati in contatto con i migranti oltre che a tutti i migranti ospiti del CARA di Caltanissetta; questo tampone verrà ripetuto a distanza di 7 giorni.

### Fughe dal centro quarantena
A fine luglio 2020 si sono avuti fenomeni di fuga in massa dal centro di Pian del Lago, per la paura di rimpatri, cosa che ha provocato un notevole allarme nella cittadinanza nissena.